# Буянт-Ухаа (дворец спорта)
«Бу́янт-Уха́а» (монг. Буянт-Ухаа спорт цогцолбор, англ. Buyant-Ukhaa Arena)  — многоцелевой дворец спорта в Улан-Баторе, столице Монголии. Это многофункциональный крытый спорткомплекс со вместимостью 5045 человек. Дворец в первую очередь, ориентирован на баскетбол, но легко может быть адаптирован и для других спортивных мероприятий, включая волейбол, футбол, бокс и дзюдо. Принимал чемпионат Азии по баскетболу среди юниоров в 2012 году.

## История
Спортивный комплекс был заложен в 2009 году. Средства на строительство (около 16,5 миллионов долларов) выделило правительство Китайской Народной Республики. Строительство продолжалось примерно год, 2 декабря 2010 года стадион был открыт. В церемонии открытия приняли участие премьер-министр Монголии С. Батболд, министр здравоохранения С. Ламбаа, глава минфина С. Баярцогт, посол КНР в Монголии Юй Хунъяо, управляющий делами физкультуры и спорта Ч. Наранбаатар и другие лица.
В 2012 году дворец спорта стал одним из двух в Монголии, которые принимали чемпионат Азии по баскетболу среди юниоров. Чемпионом стал Китай. В 2013 году стадион принимал чемпионат мира по борьбе.
В 2015 году стадион примет совместный футбольный турнир клубов монгольской Премьер-Лиги с шотландскими футбольными клубами.

## Основные данные
Дворец спорта рассчитан на 5045 зрителей, его главная игровая площадка имеет площадь 2950 м². Кроме основной площадки, в комплексе имеются два тренировочных зала и вспомогательные помещения. Вся инфраструктура дворца спорта, включая парковки и прилегающие строения, занимает площадь около 4 га.